# Anisothrix (piralídeos)
Anisothrix é um gênero de mariposa pertencente à família Crambidae.